# Cherwell (rivier)
De Cherwell is een rivier en stroomt door de Midlands van Engeland. Het is een zijrivier van de Theems. De rivier is ongeveer 64 km lang en stroomt door Northamptonshire en Oxfordshire.